# Solana (plataforma de blockchain)

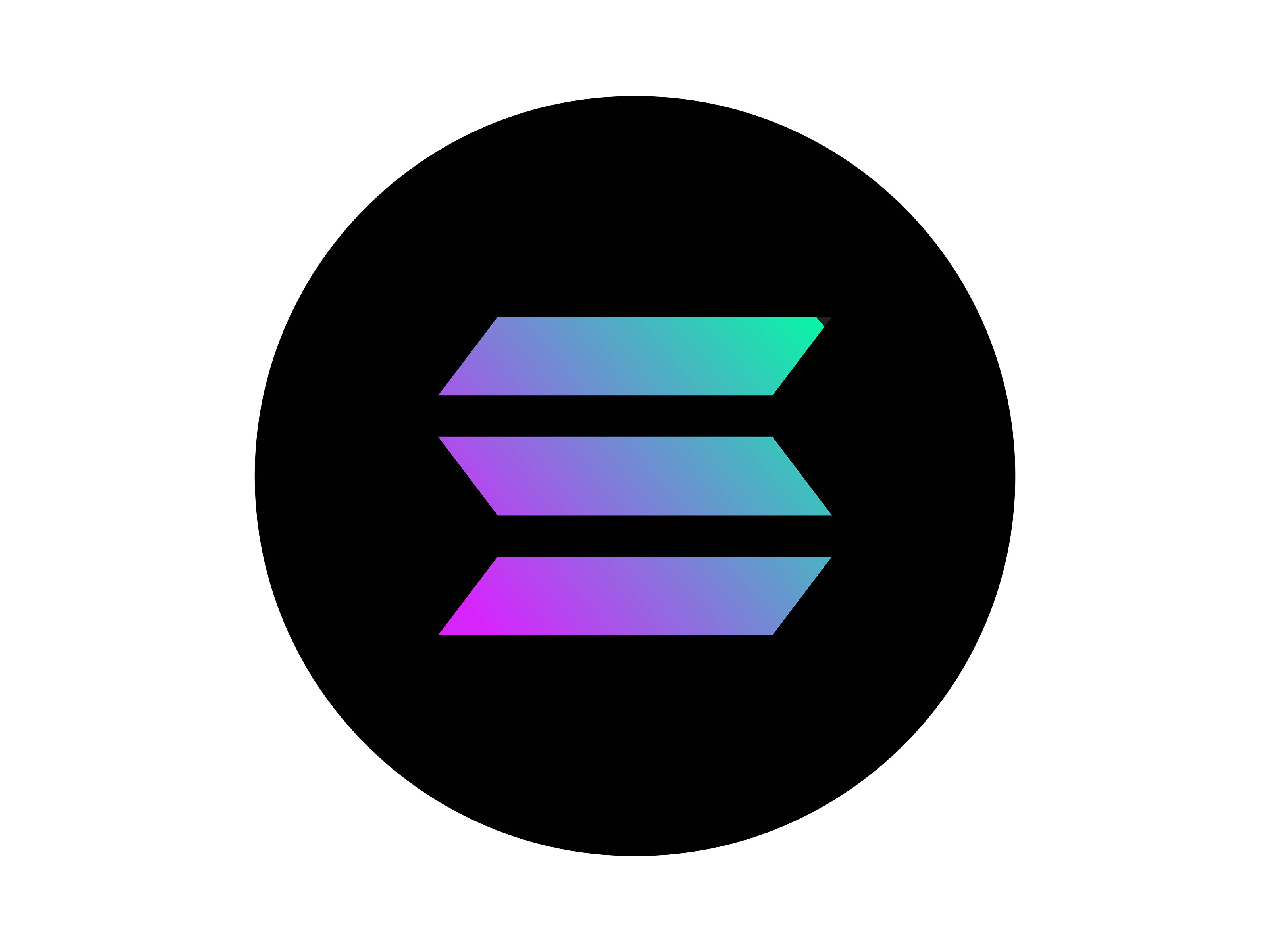
Logo de la plataforma

Solana es una plataforma de blockchain de acceso general con funcionalidad de contratos inteligentes. La plataforma tiene su propia criptomoneda SOL. La Solana está basada sobre el algoritmo de consenso PoS.

## Historia
Solana se fundó en el 2017. La red principal de Solana fue lanzada en marzo de 2020.
En 2021 la periodista de Bloomberg, Joanna Ossinger, describió a Solana como «competidor potencial de largo plazo de Ethereum» refiriéndose a la alta velocidad de transacciones y los gastos acompañantes más bajos.
El 14 de septiembre de 2021 el blockchain Solana se desconectó después de que el chapoteo de transacciones haya llegado a la ramificación de la red, y diferentes validadores hayan estudiado de modos diferentes el estado de la red. El blockchain volvió a conectarse al día siguiente, el 15 de septiembre de 2021.
El 16 de diciembre de 2021 la ex primera dama de los Estados Unidos, Melania Trump, declaró sobre sus planes para usar Solana para el arranque de token no recambiable (NFT). El fondo de Solana publicó el comunicado de prensa para explicar que su selección de la plataforma no ha sido oficialmente «parte de alguna iniciativa bajo la dirección de Solana».

## Beneficios
Lo que hace a Solana única es su tecnología. Con un procesamiento de TPS (Transacciones Por Segundo) mayor a cualquier otra Blockchain.Además, sumado a su velocidad en transacciones tenemos una comisión por uso de la red en cada transacción inferior a los 10 centavos. Esto provocó una adopción masiva de Solana a lo largo de 2021, provocando un crecimiento increíble del Mercado NFT y DeFi en Solana. Creando a su alrededor una comunidad fiel que ha apoyado a Solana durante todo el Bear Market, manteniendo a la criptomoneda en el top.

## Solana NFT
Los NFT de Solana han hecho historia en Blockchain. Hemos visto Colecciones que han trascendido al igual que BAYC (Bored Ape Yatch Club) o CryptoPunks en Ethereum. Los mejores ejemplos son DeGods o MadLads. Colecciones que han atraído miles de inversores a la red de Solana, consiguiendo así que su crecimiento no haya cesado. Si hablamos de Marketplaces para comprar NFT en el Ecosistema de Solana, sin lugar a dudas las opciones más conocidas son Tensor y Magic Eden. No podemos mencionar NFT de Solana sin hablar de Metaplex, el protocolo que permite funcionar a los NFT en Solana de forma eficiente.  Recientemente en Solana se creó el concepto de Inscriptions en Solana, un nuevo estándar de NFT (SPL 20) similar a las inscriptions de Bitcoin.

## SPL Tokens
SPL son las siglas de Solana Program Library. Se utiliza el término SPL Token para referirse a un token de la red de Solana. Los SPL Token también han sido necesarios en la historia de Solana, ya que alrededor de los mismos se ha creado un ecosistema de Finanzas Descentralizadas (DeFi) que mueve millones de dólares diarios. Dentro del ecosistema DeFi de Solana se pueden destacar plataformas como Raydium, Orca o Jupiter.

## Developers
Un punto muy relevante en el éxito de Solana ha sido su tecnología, por ello, también ha sido muy importante el entorno de desarrollo, con miles de desarrolladores que han dedicado su tiempo a trabajar en Solana. Los lenguajes de programación principales de Solana son Rust y Typescript. Gracias a la alta cantidad de programadores en Solana la tecnología no deja de progresar. Y no sólo eso, también tenemos plataformas no-code que permiten a usuarios sin conocimientos interactuar con la Blockchain. Por ejemplo la herramienta Solana Token Creator, de Smithii, o el Launchpad de NFT, de LaunchMyNFT. 